# Jonathan Erlich
Jonathan Erlich (in ebraico יונתן דאריו "יוני" ארליך‎?; Buenos Aires, 5 aprile 1977) è un allenatore di tennis ed ex tennista israeliano.
Tennista specializzato nel doppio, nel quale ha raggiunto la sua migliore classifica nel luglio 2008 con il quinto posto vincendo anche ventuno tornei e disputando altre diciannove finali giocando per lungo tempo a fianco del connazionale Andy Ram, coppia nota in Israele col soprannome "AndiYoni".

## Statistiche

### Doppio

#### Vittorie (22)
| Legenda                                          |
| Grande Slam (1)                                  |
| Tennis Masters Cup / ATP Finals (0)              |
| ATP Masters Series / ATP Tour Master 1000 (2)    |
| ATP International Series Gold / ATP Tour 500 (1) |
| ATP International Series / ATP Tour 250 (18)     |

| N.  | Data              | Torneo                                           | Superficie    | Compagno             | Avversari in finale                       | Punteggio           |
| 1.  | 10 luglio 2000    | Hall of Fame Open, Newport                       | Erba          | Harel Levy           | Kyle Spencer Mitch Sprengelmeyer          | 7–6(2), 7–5         |
| 2.  | 29 settembre 2003 | Thailand Open, Bangkok                           | Cemento (i)   | Andy Ram             | Jarkko Nieminen Andrew Kratzmann          | 6–3, 7–6(4)         |
| 3.  | 13 ottobre 2003   | Grand Prix de Tennis de Lyon, Lione              | Sintetico (i) | Andy Ram             | Nicolas Mahut Julien Benneteau            | 6–1, 6–3            |
| 4.  | 11 ottobre 2004   | Grand Prix de Tennis de Lyon, Lione (2)          | Sintetico (i) | Andy Ram             | Radek Štěpánek Jonas Björkman             | 7–6(2), 6–2         |
| 5.  | 25 febbraio 2005  | Rotterdam Open, Rotterdam                        | Cemento (i)   | Andy Ram             | Cyril Suk Pavel Vízner                    | 6–4, 4–6, 6–3       |
| 6.  | 20 giugno 2005    | Nottingham Open, Nottingham                      | Erba          | Andy Ram             | Simon Aspelin Todd Perry                  | 4–6, 6–3, 7–5       |
| 7.  | 9 gennaio 2006    | Next Generation Adelaide International, Adelaide | Cemento       | Andy Ram             | Paul Hanley Kevin Ullyett                 | 7–6(4), 7–6(10)     |
| 8.  | 26 giugno 2006    | Nottingham Open, Nottingham (2)                  | Erba          | Andy Ram             | Igor' Kunicyn Dmitrij Tursunov            | 6–3, 6–3            |
| 9.  | 28 agosto 2006    | Pilot Pen Tennis, New Haven                      | Cemento       | Andy Ram             | Mariusz Fyrstenberg Marcin Matkowski      | 6–3, 6–3            |
| 10. | 2 ottobre 2006    | Thailand Open, Bangkok (2)                       | Cemento (i)   | Andy Ram             | Andy Murray Jamie Murray                  | 6–2, 2–6, [10–4]    |
| 11. | 19 agosto 2007    | Cincinnati Masters, Cincinnati                   | Cemento       | Andy Ram             | Bob Bryan Mike Bryan                      | 4–6, 6–3, [13–11]   |
| 12. | 26 gennaio 2008   | Australian Open, Melbourne                       | Cemento       | Andy Ram             | Arnaud Clément Michaël Llodra             | 7–5, 7–6(4)         |
| 13. | 21 marzo 2008     | Indian Wells Masters, Indian Wells               | Cemento       | Andy Ram             | Daniel Nestor Nenad Zimonjić              | 6–4, 6–4            |
| 14. | 13 giugno 2010    | Queen's Club Championships, Londra               | Erba          | Novak Đoković        | Karol Beck David Škoch                    | 6(6)–7, 6–2, [10–3] |
| 15. | 20 giugno 2011    | Eastbourne International, Eastbourne             | Erba          | Andy Ram             | Grigor Dimitrov Andreas Seppi             | 6–3, 6–3            |
| 16. | 27 agosto 2011    | Pilot Pen Tennis, Winston-Salem                  | Cemento       | Andy Ram             | Christopher Kas Alexander Peya            | 7-6(2), 6-4         |
| 17. | 6 maggio 2012     | Serbia Open, Belgrado                            | Terra rossa   | Andy Ram             | Martin Emmrich Andreas Siljeström         | 4-6, 6-2, [10-6]    |
| 18. | 4 ottobre 2015    | Shenzhen Open, Shenzen                           | Cemento       | Colin Fleming        | Chris Guccione André Sá                   | 6-1, 6(3)-7, [10-6] |
| 19. | 1º ottobre 2017   | Chengdu Open, Chengdu                            | Cemento       | Aisam-ul-Haq Qureshi | Marcus Daniell Marcelo Demoliner          | 6-3, 7-6(3)         |
| 20. | 21 luglio 2018    | Hall of Fame Open, Newport                       | Erba          | Artem Sitak          | Marcelo Arévalo Miguel Ángel Reyes Varela | 6-1, 6-2            |
| 21. | 29 giugno 2019    | Antalya Open, Adalia                             | Erba          | Artem Sitak          | Ivan Dodig Filip Polášek                  | 6-3, 6-4            |
| 22. | 28 maggio 2021    | Belgrade Open, Belgrado                          | Terra rossa   | Andrėj Vasileŭski    | André Göransson Rafael Matos              | 6-4, 6-1            |

#### Finali perse (23)
| Legenda                                          |
| Grande Slam (0)                                  |
| Tennis Masters Cup / ATP Finals (0)              |
| ATP Masters Series / ATP Tour Master 1000 (4)    |
| ATP International Series Gold / ATP Tour 500 (3) |
| ATP International Series / ATP Tour 250 (16)     |

| N.  | Data              | Torneo                                     | Superficie  | Compagno          | Avversari in finale                   | Punteggio           |
| 1.  | 5 gennaio 2004    | Chennai Open, Chennai (1)                  | Cemento     | Andy Ram          | Rafael Nadal Tommy Robredo            | 6(3)-7, 6–4, 3–6    |
| 2.  | 16 febbraio 2004  | Rotterdam Open, Rotterdam                  | Cemento (i) | Andy Ram          | Paul Hanley Radek Štěpánek            | 7–5, 6(5)–7, 5–7    |
| 3.  | 25 luglio 2005    | Los Angeles Open, Los Angeles              | Cemento     | Andy Ram          | Rick Leach Brian MacPhie              | 3–6, 4–6            |
| 4.  | 8 agosto 2005     | Canada Masters, Toronto                    | Cemento     | Andy Ram          | Wayne Black Kevin Ullyett             | 7–6(5), 3–6, 0–6    |
| 5.  | 26 settembre 2005 | Thailand Open, Bangkok                     | Cemento (i) | Andy Ram          | Paul Hanley Leander Paes              | 6–5(5), 1–6, 2–6    |
| 6.  | 10 ottobre 2005   | Vienna Open, Vienna                        | Cemento (i) | Andy Ram          | Mark Knowles Daniel Nestor            | 3–5, 4(2)–5         |
| 7.  | 20 febbraio 2006  | Rotterdam Open, Rotterdam (2)              | Cemento (i) | Andy Ram          | Paul Hanley Kevin Ullyett             | 6(4)–7, 6(2)–7      |
| 8.  | 8 agosto 2006     | Internazionali d'Italia, Roma              | Terra rossa | Andy Ram          | Mark Knowles Daniel Nestor            | 4–6, 7–5, [11–13]   |
| 9.  | 26 febbraio 2007  | Tennis Channel Open, Las Vegas             | Cemento     | Andy Ram          | Bob Bryan Mike Bryan                  | 6(6)–7, 2–6         |
| 10. | 5 marzo 2007      | Indian Wells Masters, Indian Wells         | Cemento     | Andy Ram          | Martin Damm Leander Paes              | 4–6, 4–6            |
| 11. | 6 agosto 2007     | Washington Open, Washington                | Cemento     | Andy Ram          | Bob Bryan Mike Bryan                  | 6(5)–7, 6–3, [7–10] |
| 12. | 28 luglio 2008    | Cincinnati Masters, Cincinnati             | Cemento     | Andy Ram          | Bob Bryan Mike Bryan                  | 6–4, 6(2)–7, [7–10] |
| 13. | 27 settembre 2010 | Thailand Open, Bangkok (2)                 | Cemento (i) | Jürgen Melzer     | Christopher Kas Viktor Troicki        | 4-6, 4-6            |
| 14. | 8 gennaio 2012    | Chennai Open, Chennai (2)                  | Cemento     | Andy Ram          | Leander Paes Janko Tipsarević         | 4-6, 4-6            |
| 15. | 16 giugno 2013    | Halle Open, Halle                          | Erba        | Daniele Bracciali | Santiago González Scott Lipsky        | 2-6, 6(3)-7         |
| 16. | 13 luglio 2014    | Hall of Fame Tennis Championships, Newport | Erba        | Rajeev Ram        | Chris Guccione Lleyton Hewitt         | 5-7, 4-6            |
| 17. | 21 febbraio 2016  | Open 13, Marsiglia                         | Cemento (i) | Colin Fleming     | Mate Pavić Michael Venus              | 2-6, 3-6            |
| 18. | 13 agosto 2016    | Abierto Mexicano Los Cabos Open, Los Cabos | Cemento     | Ken Skupski       | Purav Raja Divij Sharan               | 6(4)-7, 6(3)-7      |
| 19. | 14 gennaio 2017   | Auckland Open, Auckland                    | Cemento     | Scott Lipsky      | Marcin Matkowski Aisam-ul-Haq Qureshi | 6-1, 2-6, [3-10]    |
| 20. | 29 settembre 2019 | Chengdu Open, Chengdu                      | Cemento     | Fabrice Martin    | Nikola Ćaćić Dušan Lajović            | 6(9)–7, 6–3, [3–10] |
| 21. | 9 febbraio 2020   | Maharashtra Open, Pune (3)                 | Cemento     | Andrėj Vasileŭski | André Göransson Christopher Rungkat   | 2–6, 6–3, [8–10]    |
| 22. | 28 febbraio 2021  | Open Sud de France, Montpellier            | Cemento (i) | Andrėj Vasileŭski | Henri Kontinen Édouard Roger-Vasselin | 2–6, 5–7            |
| 23. | 26 settembre 2021 | Astana Open, Nur-Sultan                    | Cemento (i) | Andrėj Vasileŭski | Santiago González Andrés Molteni      | 1-6, 2-6            |

## Risultati in progressione
| Sigla | Risultato               |
| ----- | ----------------------- |
| V     | Vincitore               |
| F     | Finalista               |
| SF    | Semifinalista           |
| O     | Oro olimpico            |
| A     | Argento olimpico        |
| SF    | Bronzo olimpico         |
| QF    | Quarti di Finale        |
| 4T    | Quarto turno            |
| 3T    | Terzo turno             |
| 2T    | Secondo turno           |
| 1T    | Primo turno             |
| RR    | Round Robin             |
| LQ    | Turno di qualificazione |
| A     | Assente                 |
| ND    | Non disputato           |

| Legenda superfici    |
| -------------------- |
| Cemento              |
| Terra battuta        |
| Erba                 |
| Superficie variabile |

### Doppio
| Torneo                     | 2000 | 2001          | 2002          | 2003          | 2004 | 2005          | 2006          | 2007          | 2008 | 2009          | 2010          | 2011          | 2012 | 2013          | 2014          | 2015          | 2016 | 2017          | 2018          | 2019          | 2020 | 2021 | 2022 | Carriera V-P |
| -------------------------- | ---- | ------------- | ------------- | ------------- | ---- | ------------- | ------------- | ------------- | ---- | ------------- | ------------- | ------------- | ---- | ------------- | ------------- | ------------- | ---- | ------------- | ------------- | ------------- | ---- | ---- | ---- | ------------ |
| Tornei Grande Slam         |      |               |               |               |      |               |               |               |      |               |               |               |      |               |               |               |      |               |               |               |      |      |      |              |
| Australian Open, Melbourne | A    | 1T            | 1T            | A             | 2T   | 3T            | 2T            | 3T            | V    | A             | QF            | 2T            | 1T   | 3T            | 1T            | 3T            | 1T   | 1T            | 1T            | A             | A    | A    | 1T   | 19-16        |
| Open di Francia, Parigi    | A    | A             | 1T            | A             | 3T   | A             | 2T            | 3T            | 3T   | 1T            | 2T            | 1T            | 2T   | 2T            | 3T            | A             | 2T   | 2T            | A             | A             | A    | 2T   | 1T   | 15-15        |
| Wimbledon, Londra          | A    | 2T            | 1T            | SF            | 1T   | 3T            | 3T            | 2T            | QF   | 1T            | 1T            | 1T            | 2T   | 1T            | 1T            | SF            | 1T   | 1T            | 3T            | 1T            | ND   | 1T   | A    | 19-20        |
| US Open, New York          | 1T   | A             | A             | 1T            | 1T   | QF            | 3T            | 3T            | 2T   | 1T            | 2T            | 2T            | 2T   | 2T            | A             | 1T            | 2T   | A             | 1T            | A             | A    | 2T   | A    | 14-16        |
| Vittorie-Sconfitte         | 0-1  | 1-2           | 0-3           | 4-2           | 3-4  | 5-3           | 6-4           | 7-4           | 12-3 | 0-3           | 5-4           | 2-4           | 3-4  | 4-4           | 2-3           | 6-3           | 2-4  | 1-3           | 2-3           | 0-1           | 0-0  | 2-3  | 0-2  | 67-67        |
| Torneo di Fine Anno        |      |               |               |               |      |               |               |               |      |               |               |               |      |               |               |               |      |               |               |               |      |      |      |              |
| ATP Finals, Londra         | A    | A             | A             | A             | A    | A             | RR            | RR            | A    | A             | A             | A             | A    | A             | A             | A             | A    | A             | A             | A             | A    | A    | A    | 2-4          |
| Vittorie-Sconfitte         | 0-0  | 0-0           | 0-0           | 0-0           | 0-0  | 0-0           | 1-2           | 1-2           | 0-0  | 0-0           | 0-0           | 0-0           | 0-0  | 0-0           | 0-0           | 0-0           | 0-0  | 0-0           | 0-0           | 0-0           | 0-0  | 0-0  | 0-0  | 2-4          |
| Giochi Olimpici            |      |               |               |               |      |               |               |               |      |               |               |               |      |               |               |               |      |               |               |               |      |      |      |              |
| Giochi Olimpici            | A    | Non disputati | Non disputati | Non disputati | QF   | Non disputati | Non disputati | Non disputati | 1T   | Non disputati | Non disputati | Non disputati | QF   | Non disputati | Non disputati | Non disputati | A    | Non disputati | Non disputati | Non disputati | A    | ND   | ND   | 4-3          |
| Vittorie-Sconfitte         | 0-0  | Non disputati | Non disputati | Non disputati | 2-1  | Non disputati | Non disputati | Non disputati | 0-1  | Non disputati | Non disputati | Non disputati | 2-1  | Non disputati | Non disputati | Non disputati | 0-0  | Non disputati | Non disputati | Non disputati | 0-0  | ND   | ND   | 4-3          |

### Doppio misto
| Tornei Grande Slam         |               |               |               |               |               |               |               |               |               |               |               |               |     |               |               |               |     |               |               |               |     |       |
| Australian Open, Melbourne | A             | A             | A             | A             | SF            | 1T            | 1T            | A             | QF            | A             | A             | A             | A   | A             | A             | A             | A   | A             | A             | A             | A   | 4-4   |
| Open di Francia, Parigi    | A             | A             | A             | A             | 1T            | 1T            | 1T            | 1T            | 1T            | A             | A             | A             | A   | A             | A             | A             | A   | A             | A             | A             | A   | 0-5   |
| Wimbledon, Londra          | A             | A             | A             | 2T            | 3T            | 2T            | 2T            | 2T            | A             | A             | A             | QF            | 2T  | A             | A             | A             | A   | A             | A             | A             | A   | 7-7   |
| US Open, New York          | A             | A             | A             | A             | 1T            | 1T            | A             | 2T            | A             | A             | A             | A             | A   | A             | A             | A             | A   | A             | A             | A             | A   | 1-3   |
| Vittorie-Sconfitte         | 0-0           | 0-0           | 0-0           | 1-1           | 4-4           | 1-4           | 0-3           | 1-3           | 1-2           | 0-0           | 0-0           | 3-1           | 1-1 | 0-0           | 0-0           | 0-0           | 0-0 | 0-0           | 0-0           | 0-0           | 0-0 | 12-19 |
| Giochi Olimpici            |               |               |               |               |               |               |               |               |               |               |               |               |     |               |               |               |     |               |               |               |     |       |
| Giochi Olimpici            | Non disputati | Non disputati | Non disputati | Non disputati | Non disputati | Non disputati | Non disputati | Non disputati | Non disputati | Non disputati | Non disputati | Non disputati | A   | Non disputati | Non disputati | Non disputati | A   | Non disputati | Non disputati | Non disputati | A   | 0-0   |
| Vittorie-Sconfitte         | Non disputati | Non disputati | Non disputati | Non disputati | Non disputati | Non disputati | Non disputati | Non disputati | Non disputati | Non disputati | Non disputati | Non disputati | 0-0 | Non disputati | Non disputati | Non disputati | 0-0 | Non disputati | Non disputati | Non disputati | 0-0 | 0-0   |